# HMY Britannia
HMY Britannia, även känd som Royal Yacht Britannia, är ett brittiskt kungaskepp som användes under drottning Elizabeth II regeringstid, för såväl officiell representation som för kungafamiljens egen rekreation. Fartyget var i tjänst från 1954 till 1997.

## Bakgrund
Kung Georg VI gav sin svärson prins Philip ansvar för utformningen av det nya kungaskeppet. Britannia byggdes vid skeppsvarvet John Brown & Company i Clydebank.
Fartyget bemannades av personal från flottan och kunde i händelse av krig tas i anspråk som sjukhusfartyg. Under sin 43-åriga tjänstgöring seglade fartyget mer än en miljon nautiska mil på 968 uppdrag. Fartyget togs ur drift 1997 efter beslut av Tony Blairs då nytillträdda regering efter 1997 års parlamentsval med hänvisning till höga kostnader för att hålla det i drift.
Numer är HMY Britannia ett museifartyg och besöksmål, förtöjt vid Ocean Terminal i Edinburgh.

## Bildgalleri

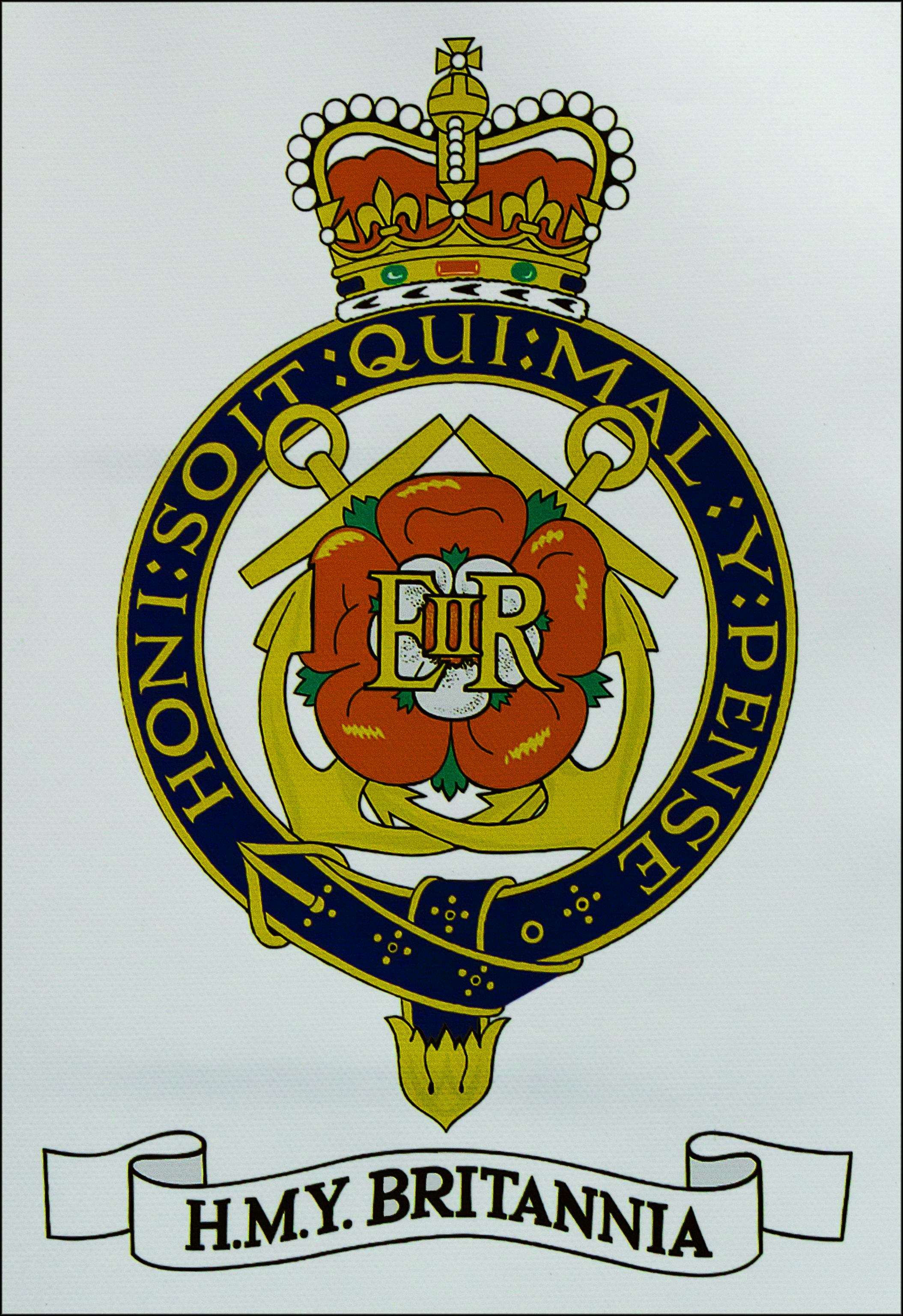
Fartygets heraldiska sköld intill skeppsklockan.
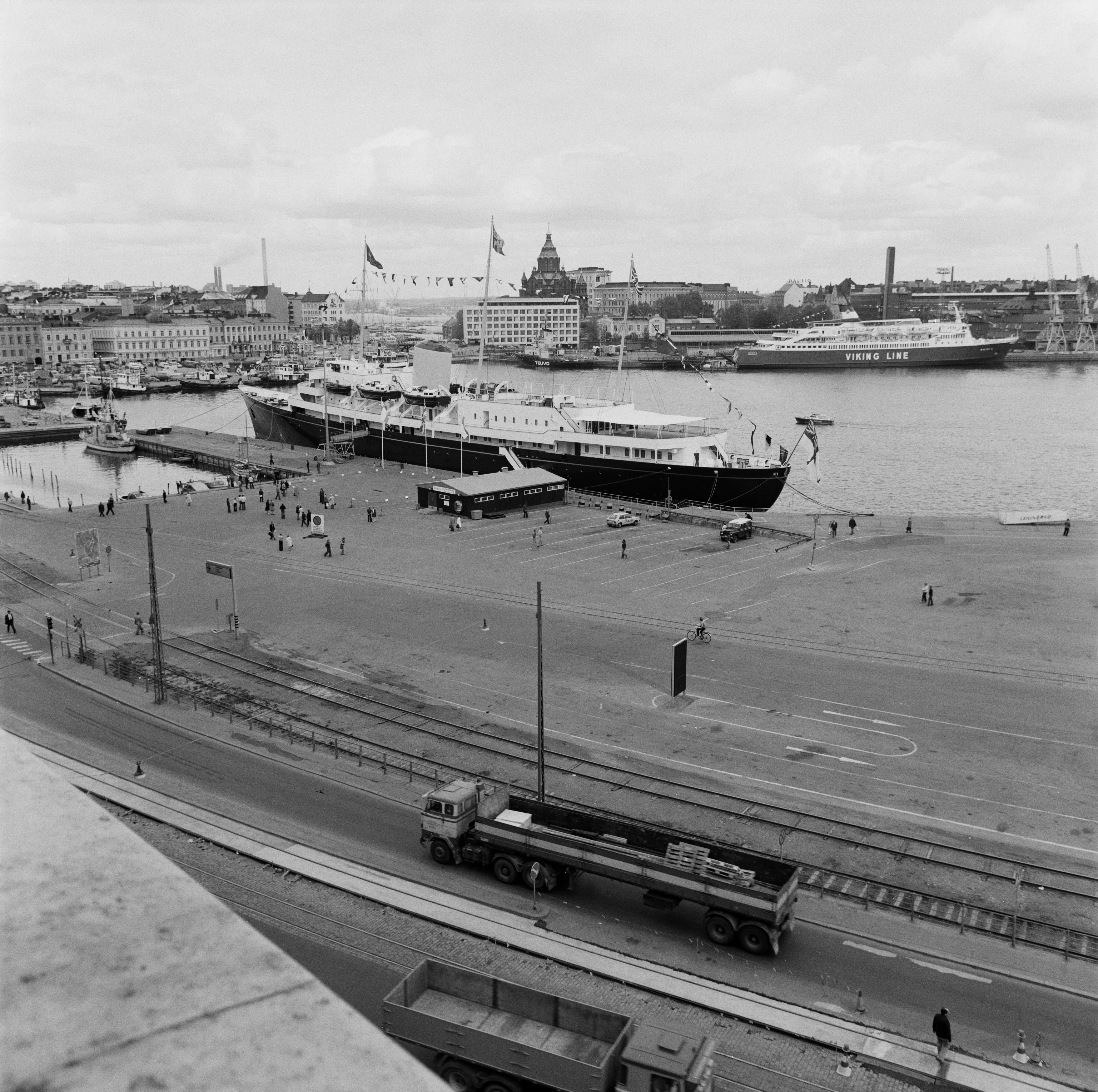
HMY Britannia vid kaj i Helsingfors under det brittiska statsbesöket till Finland 1976.
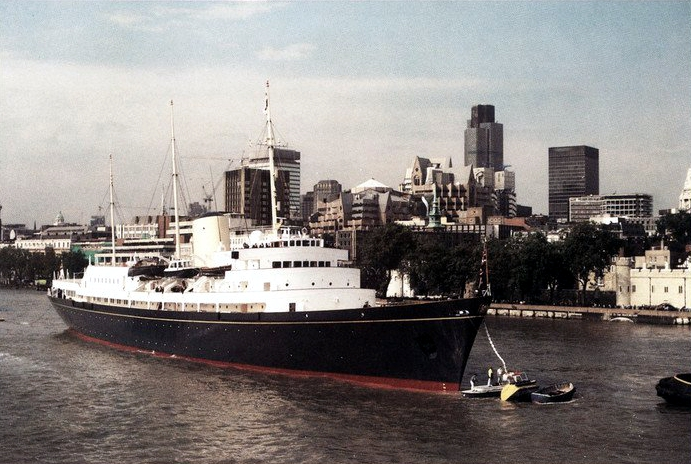
HMY Britannia i Themsen utanför Towern 1991.
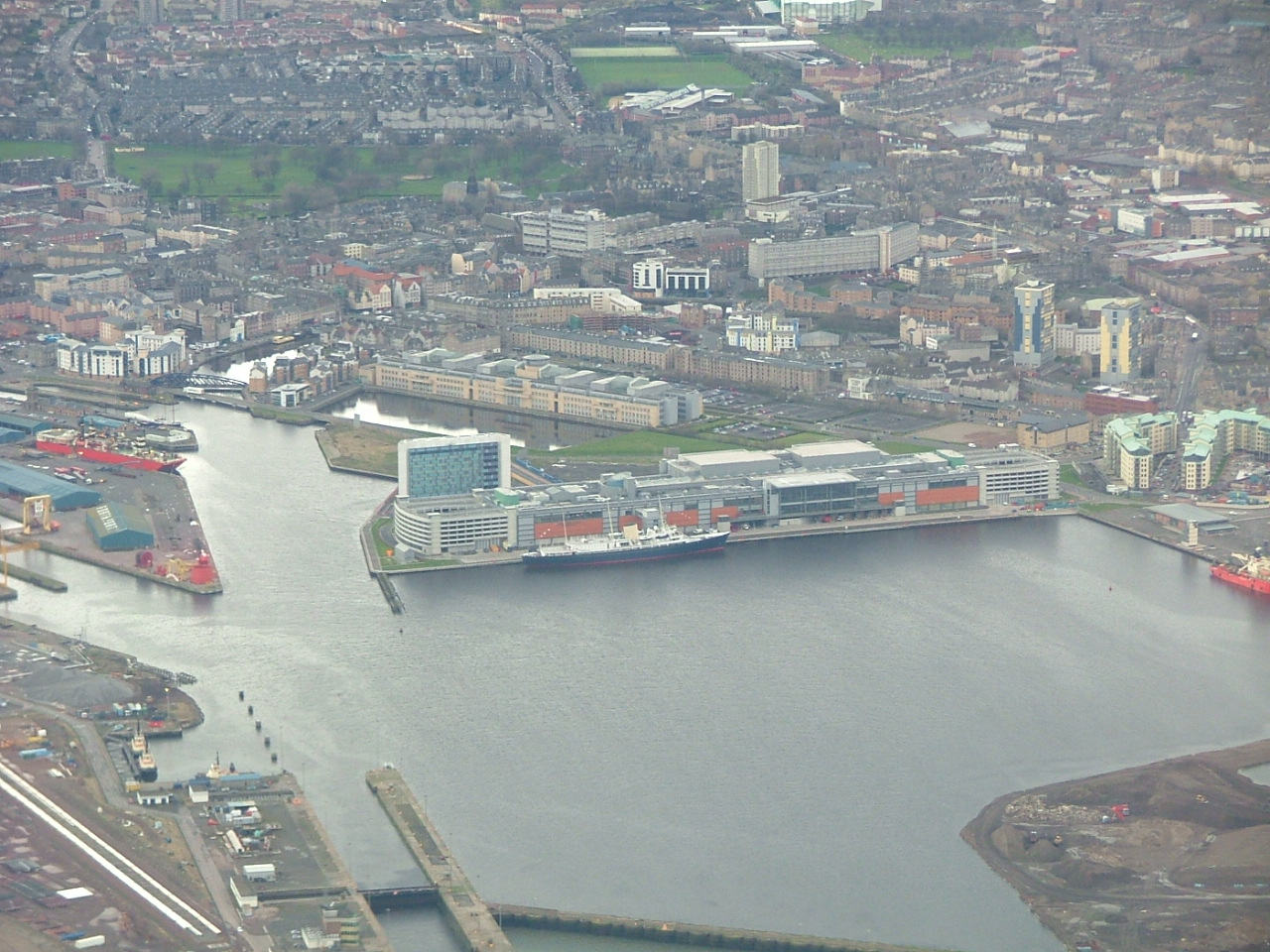
Platsen i Edinburgh där fartyget ankrats upp som museifartyg.